# 兴化交通

## 公路

### 高速公路
- 盐靖高速公路（原名宁靖盐高速公路）从安丰镇自北向南进入兴化市辖区，于戴南镇出境，设有安丰、兴化、戴南三个互通。
- 盐淮高速公路阜兴泰支线从沙沟镇自北向南进入兴化市辖区，于周庄镇出境，在建。

### 国道
- 344国道是中国规划中的一条东西向国道，起点位于江苏东台市，途经江苏、安徽、河南、陕西等省，终点位于宁夏灵武县。江苏境内为东台－兴化－金湖－盱眙公路。

### 省道
- 江苏省道 333省道（即兴东公路）从戴窑镇自西向东进入兴化市辖区，于兴化市五里西路过境公路路口折向南与江苏省道 233省道并线；南支线（即东南绕城）于过境公路路口折向南与江苏省道 233省道并线；于兴化开发区出市境。
- 江苏省道 231省道（即兴泰公路）从周庄镇自南向北进入兴化市辖区，止于兴化市长安北路过境公路路口。
- 江苏省道 233省道（即邮兴盐公路）从大邹镇自北向南进入兴化市辖区，于兴化开发区出市境。
- 江苏省道 229省道（即宁盐公路）从安丰镇自北向南进入兴化市辖区，于戴南镇出市境。基本与 盐靖高速平行。

### 县道

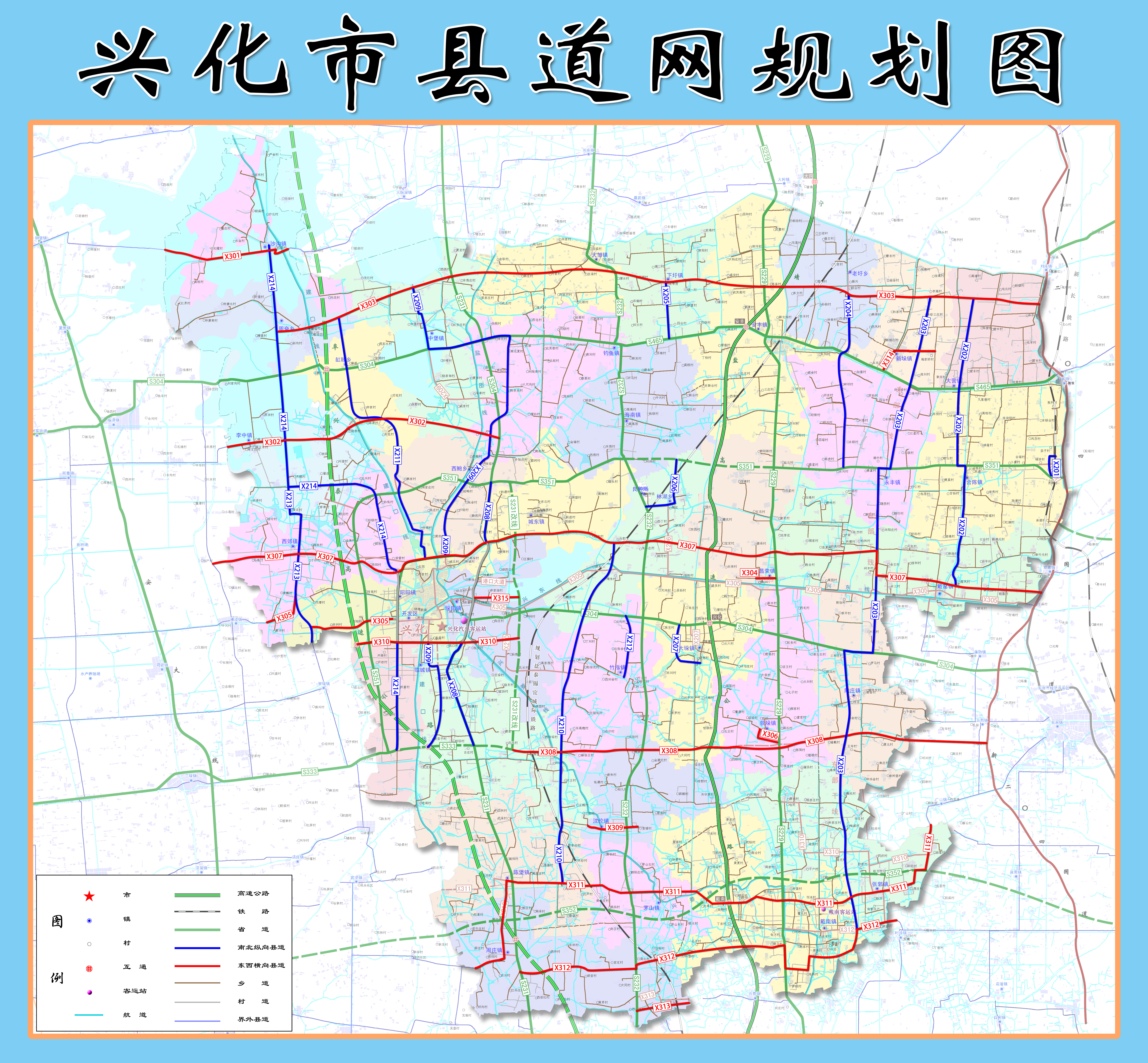
兴化市县道网规划图

见下图。

## 铁路
货运：
- 新长铁路兴化站位于合陈镇，距市中心约60公里。

客运：
- 目前境内无客运服务，最近的客运火车站是泰州站，距市中心1小时车程。
- 盐泰锡常宜城际铁路拟设兴化站，惟建设时间表尚未确定。

## 公交
兴化公交系统分为兴化城区公交、兴化城乡公交、兴化镇村公交三部分。

### 城区公交
主条目：兴化城区公交

### 城乡公交
兴化城乡公交指由兴化市区发往各乡镇的短途汽车路线，联络兴化城区与各乡镇。现由兴化客运总站发车，待位于城北关门城的兴化农公北站建成将以此为始发站。具体路线见下图。

### 镇村公交
兴化镇村公交指由兴化各乡镇发往所属各村的公交路线，联络镇区与各村。具体路线见下图。

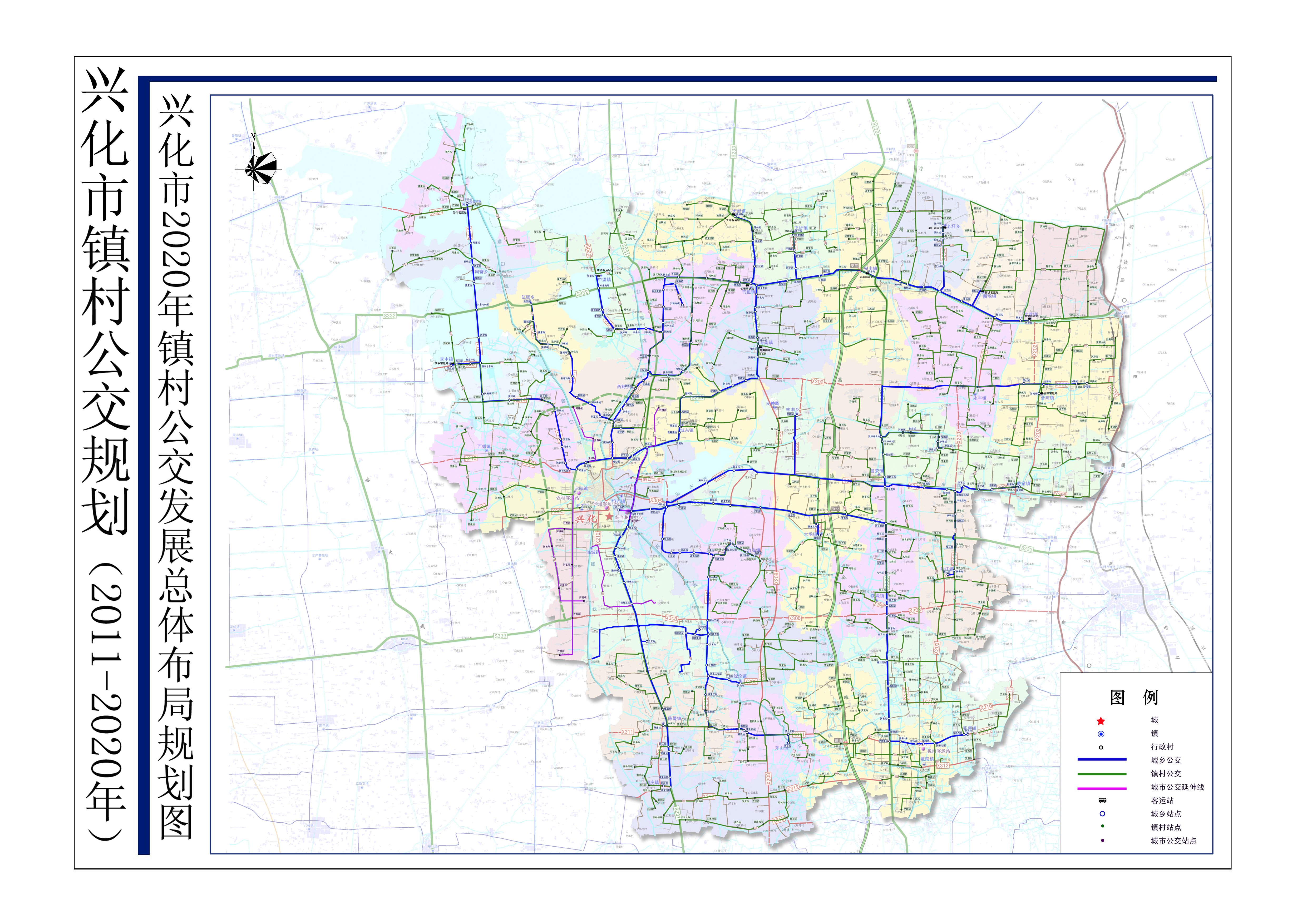
兴化市镇村公交规划图

## 民航
- 位于扬州市江都区的扬州泰州机场有通达全国各主要城市的航班，兴化汽车客运总站有巴士直达。国际旅行则一般需借助上海的两座机场或南京禄口机场。